# آن بيتي
آن بيتي (بالإنجليزية: Ann Beattie)‏ (8 سبتمبر 1947، واشنطن العاصمة في الولايات المتحدة)؛ بروفيسورة، كاتِبة وروائية أمريكية.

## الجوائز
- زمالة غوغنهايم

## روابط خارجية
- آن بيتي على موقع IMDb (الإنجليزية)
- آن بيتي على موقع الموسوعة البريطانية (الإنجليزية)
- آن بيتي على موقع إن إن دي بي (الإنجليزية)
- آن بيتي على موقع قاعدة بيانات الفيلم (الإنجليزية)